# Humanismus-Preis

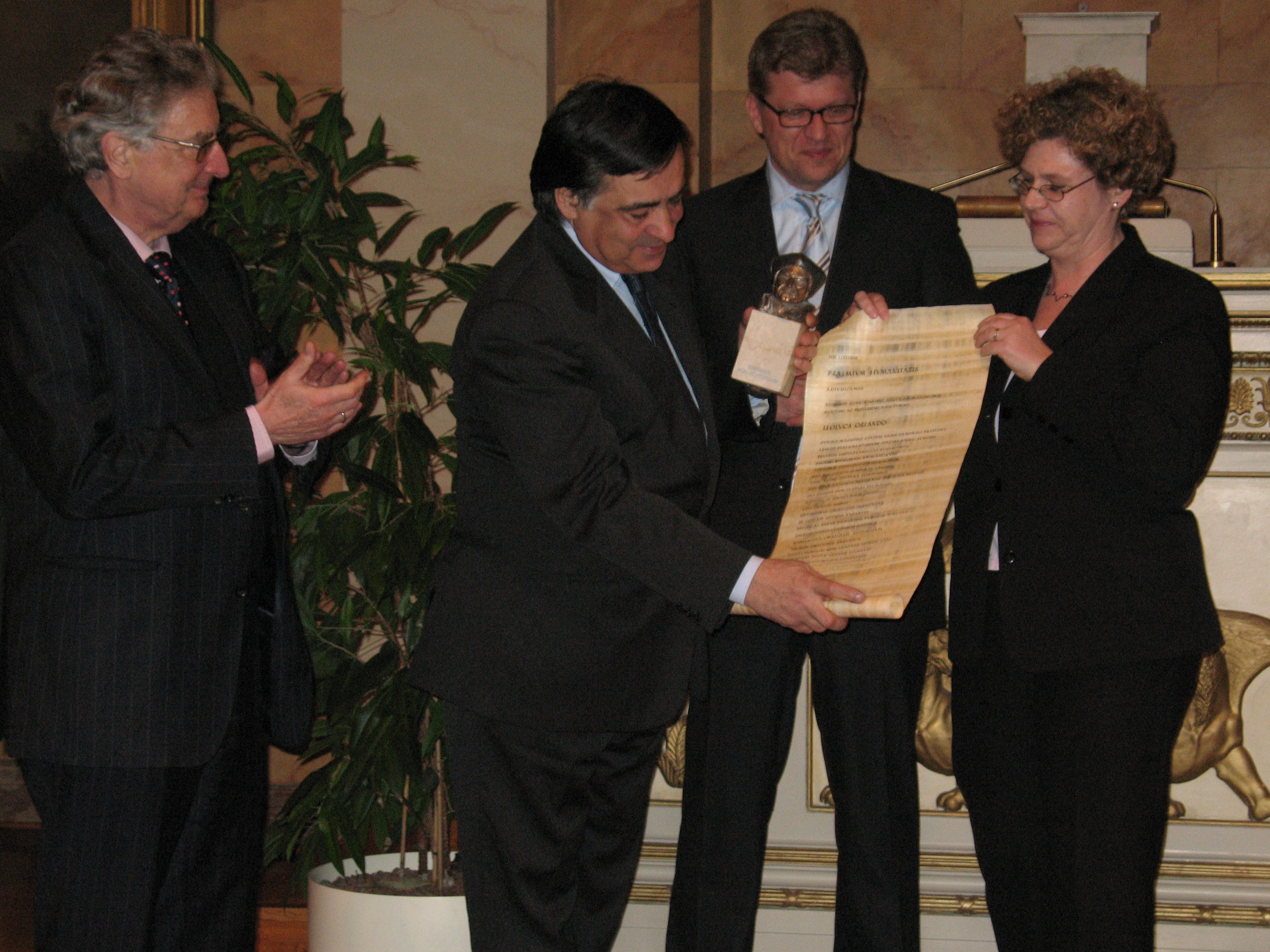
Verleihung des Humanismus-Preises 2008 an Leoluca Orlando

Der Humanismus-Preis ist eine Auszeichnung, die seit 1998 alle zwei Jahre vom Deutschen Altphilologenverband verliehen wird. Grundgedanke dieses Preises ist „das auf die Antike zurückgehende Ideal der Verknüpfung von geistiger Bildung und aktivem Eintreten für das Gemeinwohl.“ Die Verleihung findet auf dem Bundeskongress des DAV statt; ihr geht eine Laudatio durch einen hochrangigen Vertreter der Wissenschaft, Publizistik oder Politik voraus.

## Bisherige Preisträger
- 1998: Richard von Weizsäcker
- 2000: Roman Herzog
- 2002: Alfred Grosser
- 2004: Władysław Bartoszewski
- 2006: Jutta Limbach
- 2008: Leoluca Orlando
- 2010: Monika Maron
- 2012: Sebastian Krumbiegel
- 2014: Michael Köhlmeier
- 2016: Andrea Riccardi
- 2018: Rita Süssmuth
- 2020/2022: Karlheinz Töchterle
- 2024: Pater Klaus Mertes